# Нијуалему
Нијуалему је ненасељено острвце у саставу атола Нукунону у оквиру острвске територије Токелау у јужном делу Тихог океана. Налази се у североисточном делу атола, између острваца Маталапа и Хини Ајилани. Прекривено је тропским растињем.